# Juglans regia
El nogal común, nogal europeo o nogal español, y, en México, nuez de Castilla (Juglans regia), es un árbol monoico y caducifolio de la familia de las Juglandaceae en el orden de las Fagales. Es la especie del género más difundida en Europa, extendiéndose por todo el suroeste y centro de Asia, hasta el Himalaya y sudoeste de China.
Es cultivado por la madera, las hojas aromáticas y el fruto comestible, la nuez. Además tiene un uso ornamental. Noceda o nocedal es el sitio plantado de nogales.

## Descripción
Es un árbol caducifolio que llega a los 25 m de altura con un tronco que puede superar los 2 m de diámetro. De este tronco, que es corto y robusto y de color blanquecino o gris claro, salen gruesas y vigorosas ramas para formar una copa grande y redondeada. Las hojas, de 20-35 cm de largo, con peciolo de 5-8 cm, caducas, alternas e imparipinnadas, están compuestas habitualmente por 5-9 folíolos —aunque puede tener solo tres—, de 8-15 por 2,5-6,5 cm, enteros en los individuos adultos y discretamente serrulados en los jóvenes, con base frecuentemente asimétrica, ápice obtuso o algo acuminado, de envés glabro o con glándulas peltadas en las axilas de los nervios, subsésiles o peciolulados, de color rojizo al brotar y que, después, se tornan verde oscuro. La inflorescencia femenina, erecta, está compuesta por 1-5 flores pelosas y con brácteolas de ápice dentado. La masculina con gran número de flores, densamente dispuestas a lo largo del amento, sésiles con (2-3) 4 sépalos y 8-40 estambres. De las flores femeninas nacen frutos subglobulares, de 3-6 cm, de involucro semi-carnoso verde y liso —que al secarse se torna negruzco y se desprende— llamados habitualmente «nueces», aunque no entra dentro de este tipo botánico de fruto, sino en el tipo drupa, más precisamente una drupa involucrada o «trima». El término nuez debiendo aplicar estricta y exclusivamente al endocarpio pétreo y corrugado bivalvo —excepcionalmente trivalvo y en este caso, hay tres cotiledones y tres tabiques— y su interior que es una semilla cerebriforme comestible, compuesta —en ausencia de endospermo— por los dos cotiledones arrugados, envueltos en su tegumento de color pardo y separados por un tabique perpendicular a las dos valvas de la nuez y su sutura.

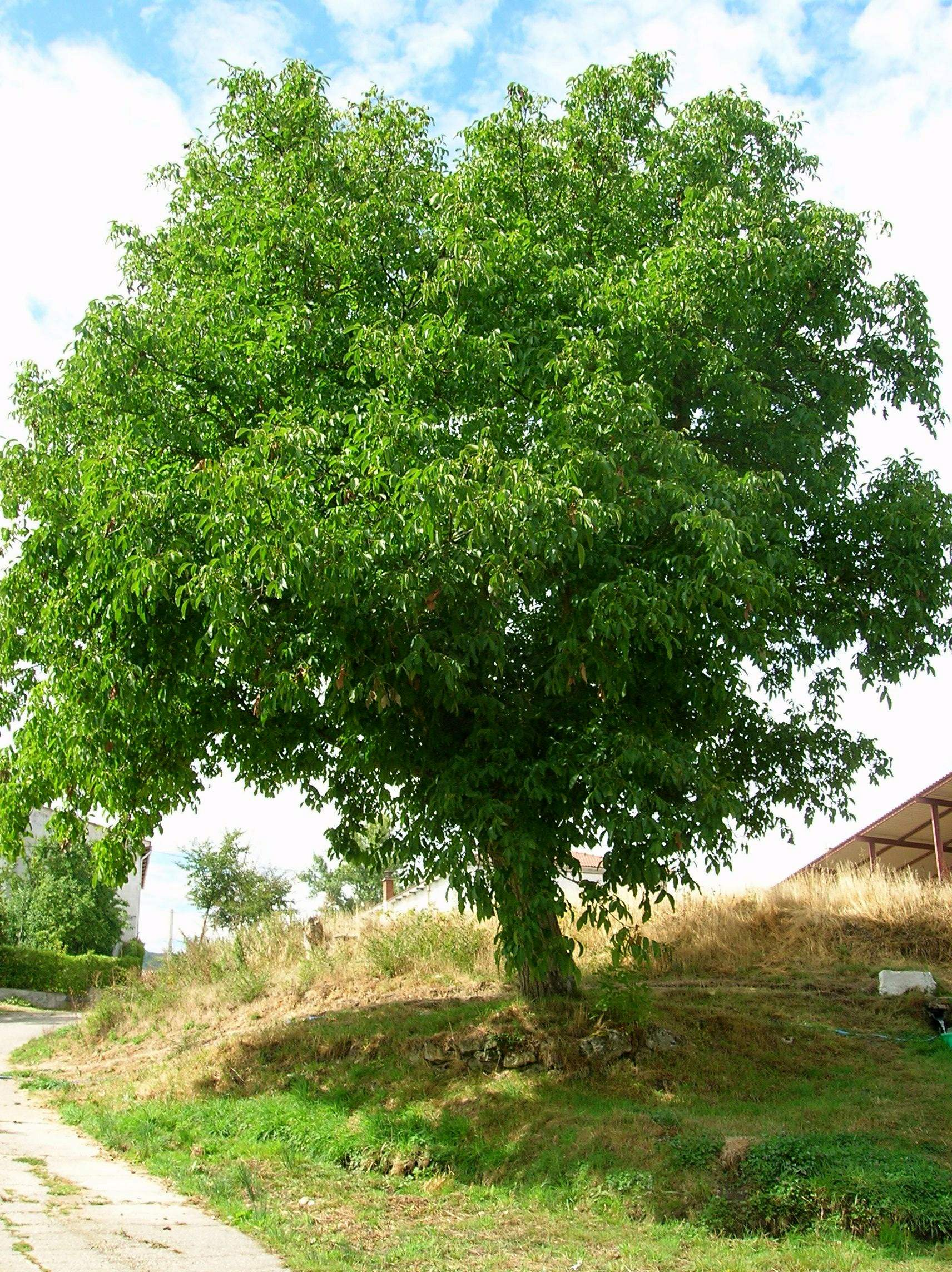
Hábitat.
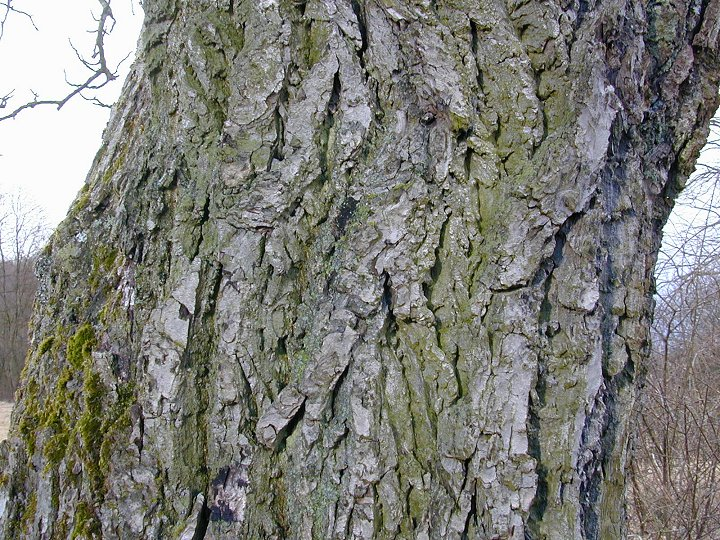
Corteza.
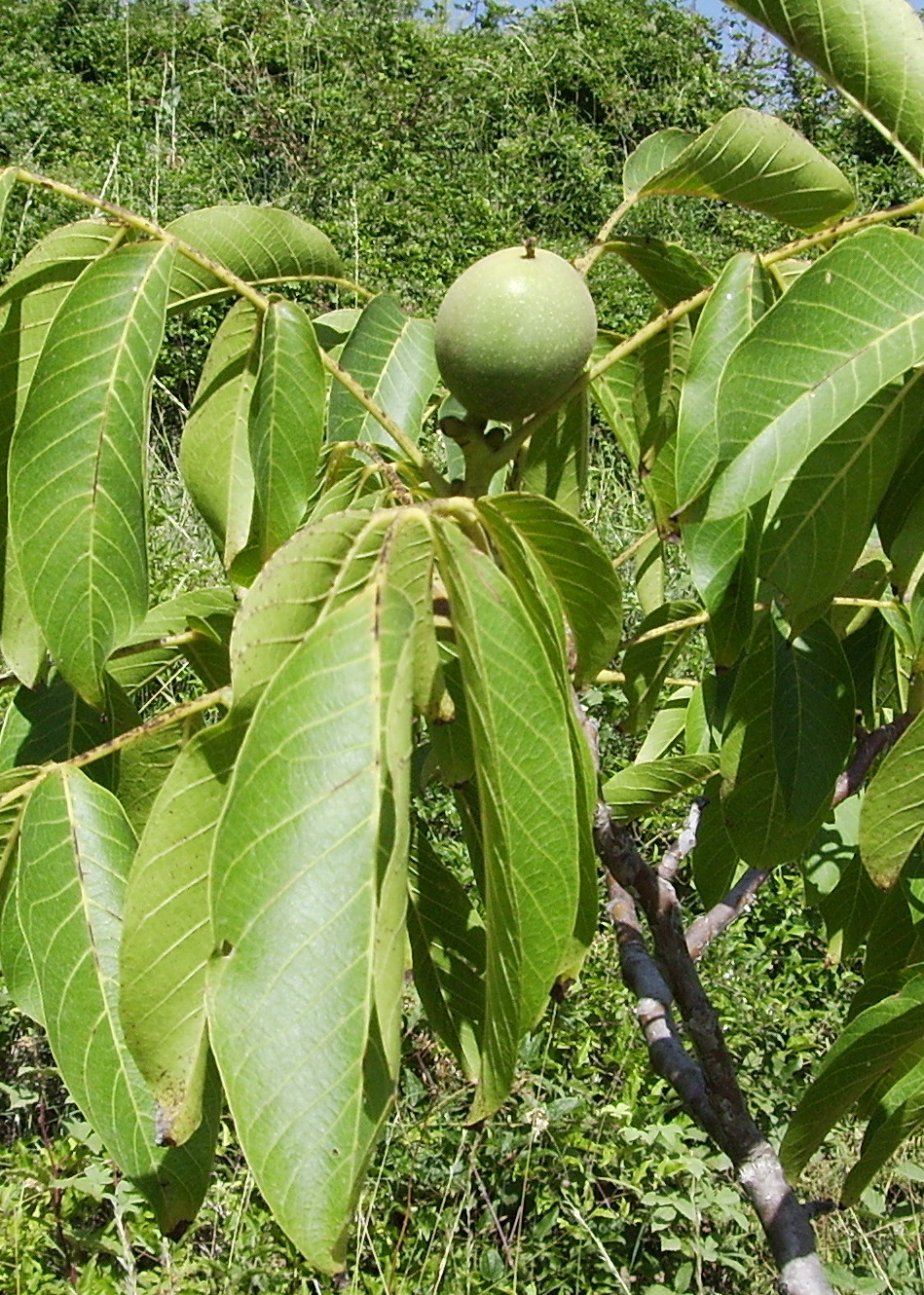
Follaje.
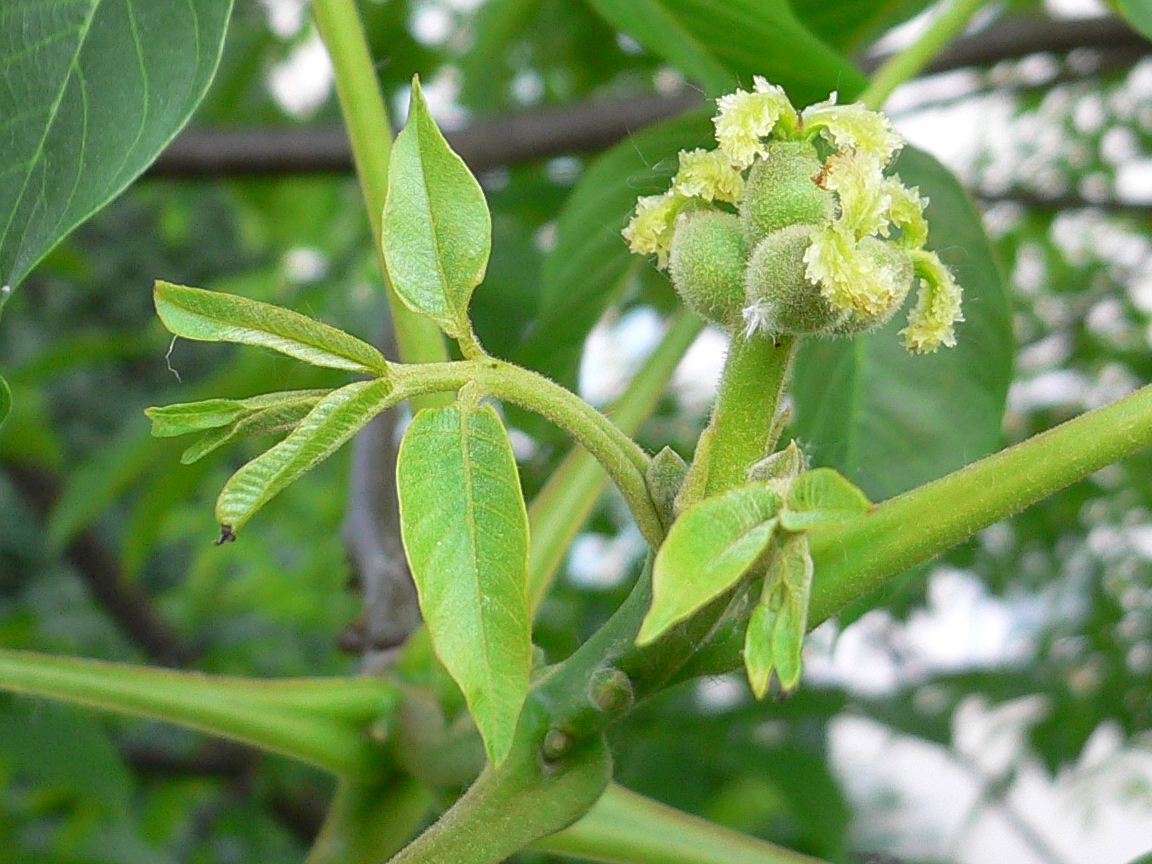
Inflorescencia femenina.
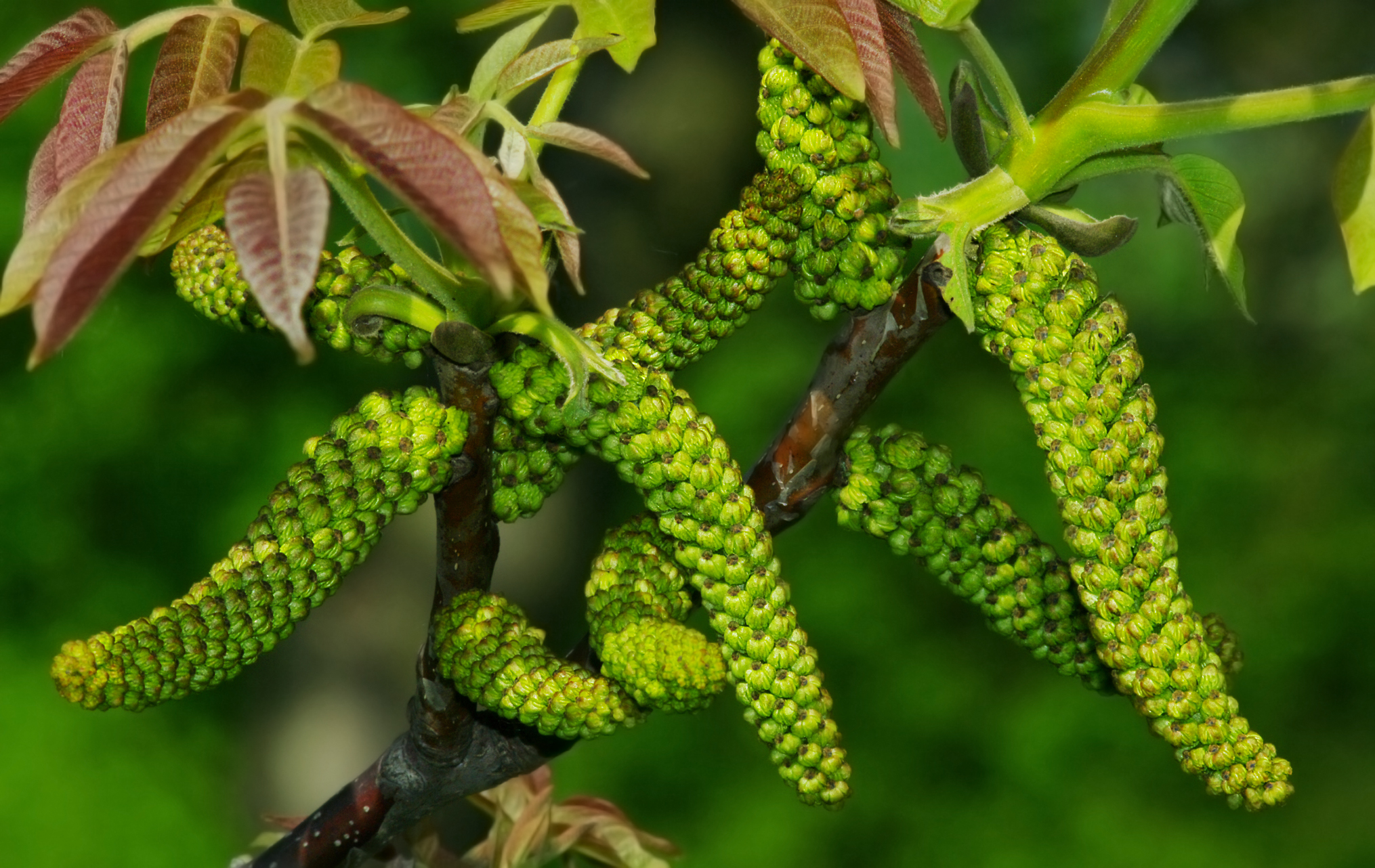
Inflorescencia (amento) masculina.
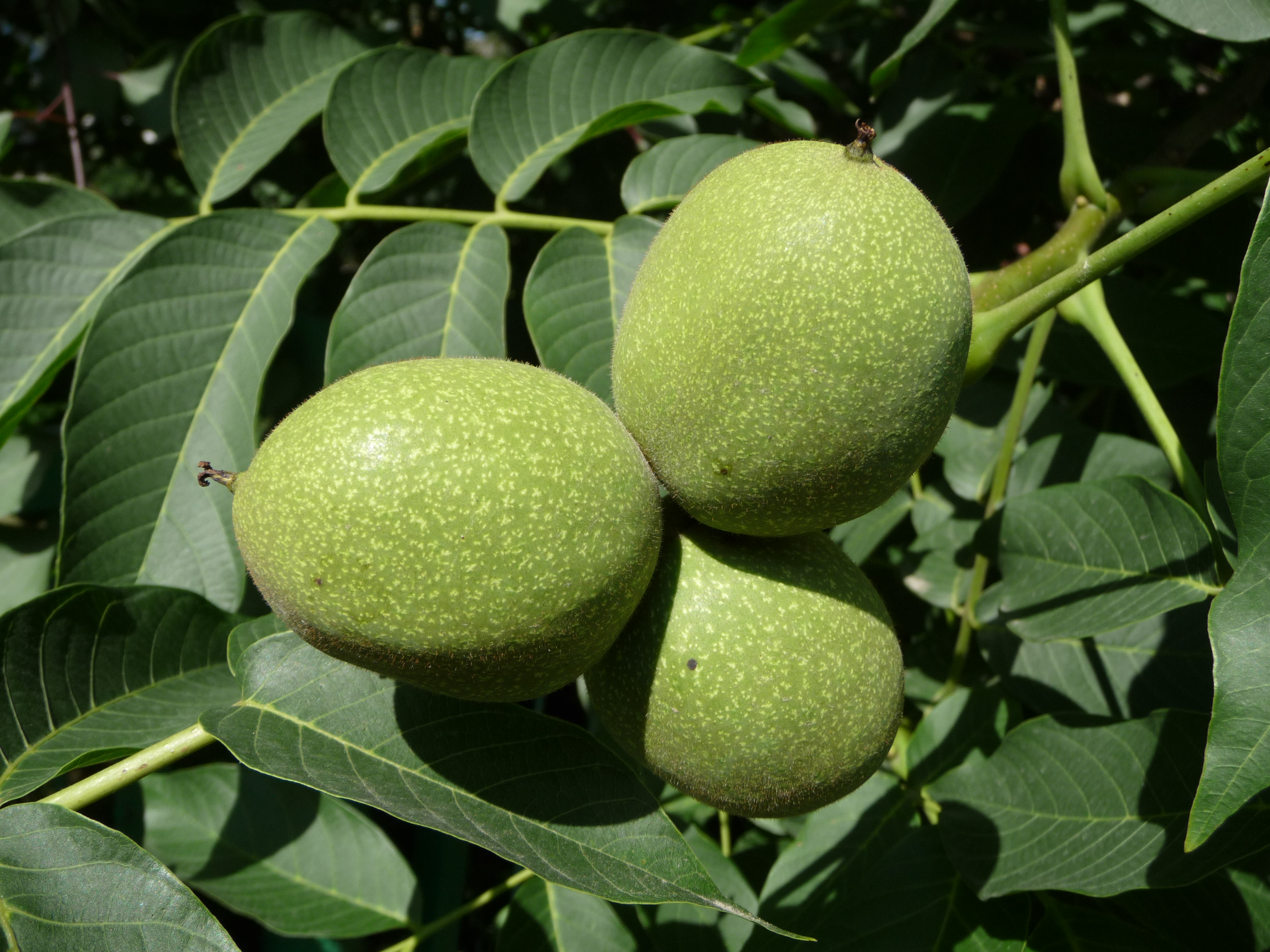
Frutos inmaduros (trimas) in situ.
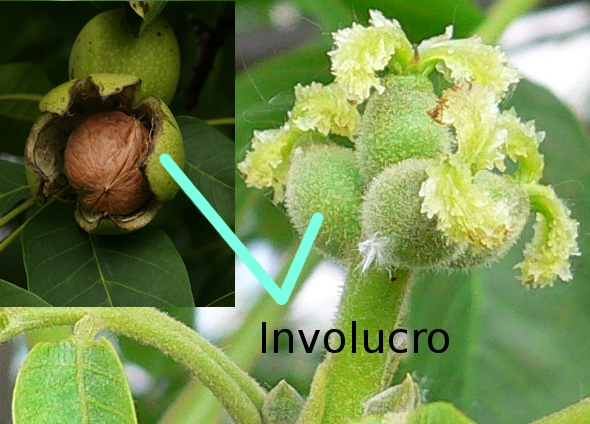
Involucro (fruto maduro) in situ.
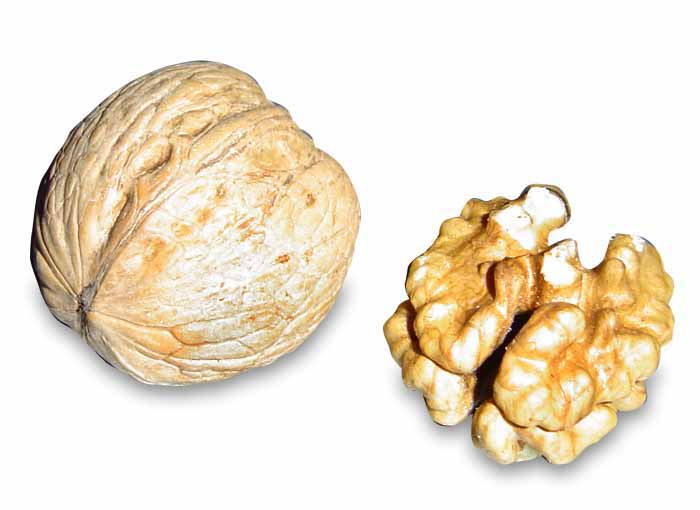
Fruto maduro sin epicarpio ni mesocarpio y semilla libre del endocarpio bivalva.
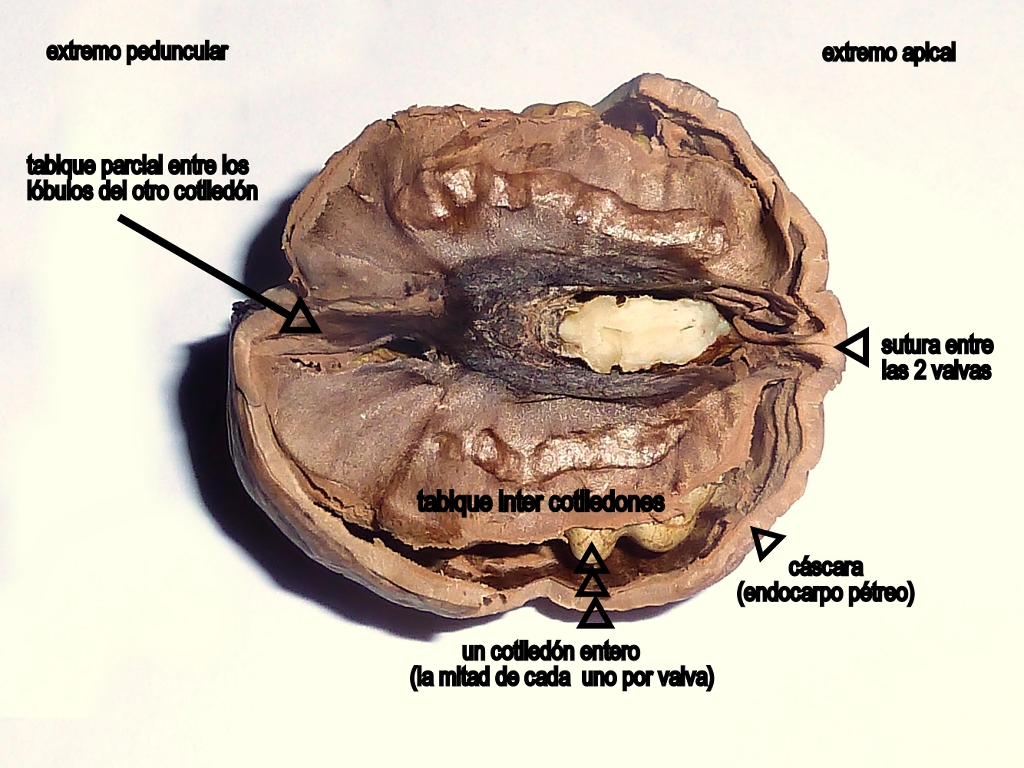
Nuez: anatomía interna.
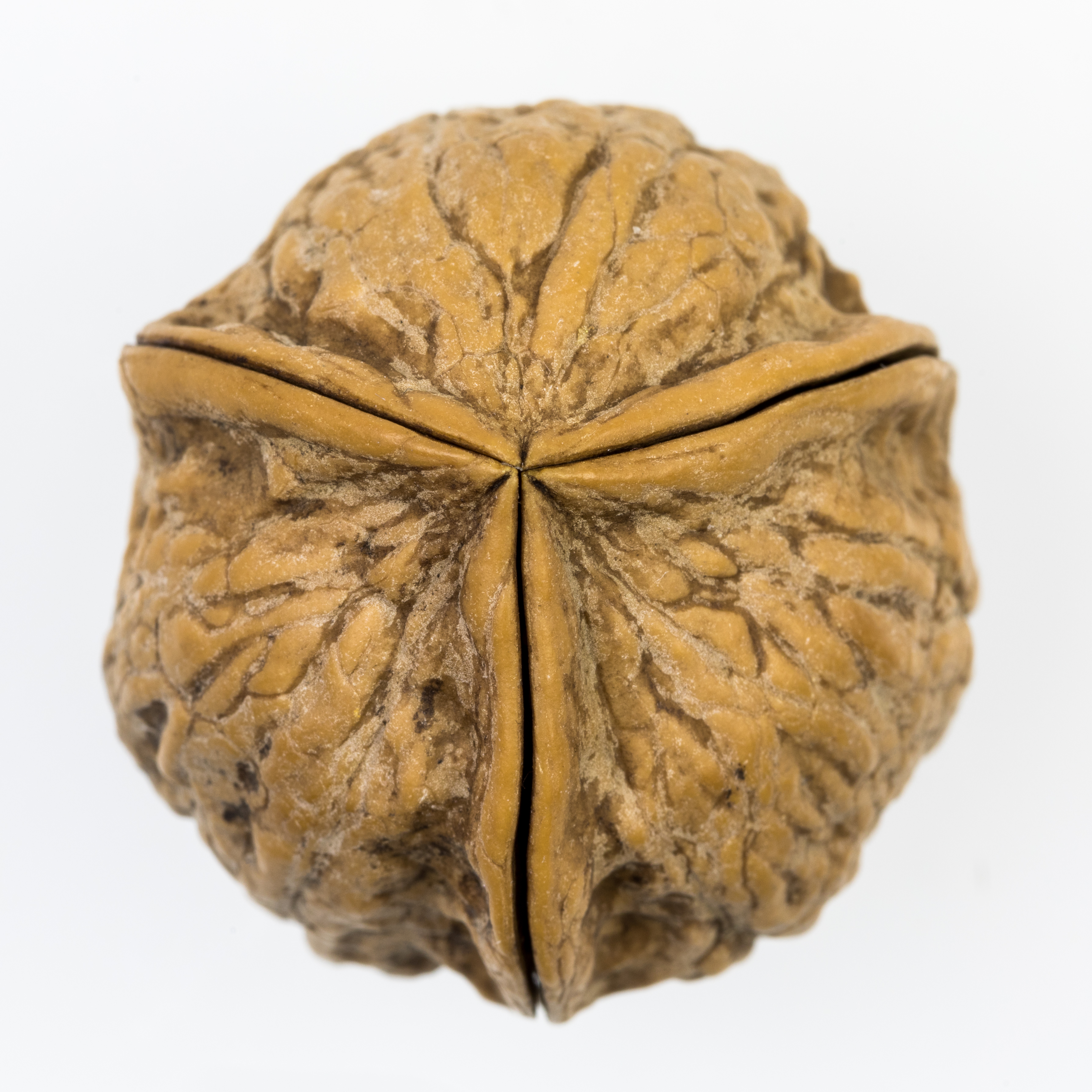
Nuez trivalva.

## Distribución
Oriundo del Oriente Medio, su cultivo es milenario. Fue introducido en la Europa septentrional y occidental muy precozmente, quizá antes de la época romana, y en el continente americano hacia el siglo XVII.

## Propiedades

### Composición
Las hojas contienen materias tánicas, ácido elágico y ácido gálico y, cuando están frescas juglona  —que es una oxinaftoquinona formada secundariamente a partir de la hidroyuglona α— e inosita. En el epi y mesocarpo también hay hidroyuglona. La semilla contiene hasta 50 % de aceite (predomina el ácido linoleico) y sacarosa, dextrosa, dextrina, fécula, pentosanas, la globulina yuglansina, lecitina, ácido inositopentafosfórico, etc.
La juglona aludida anteriormente, que es abundante también en las raíces del nogal, produce alelopatía negativa vegetal, o sea que inhiben el crecimiento de otras plantas de su entorno para evitar la competencia. Todos los representantes de la familia Juglandaceae poseen, en mayor o menor grado, esta sustancia.

## Usos

### Alimenticio

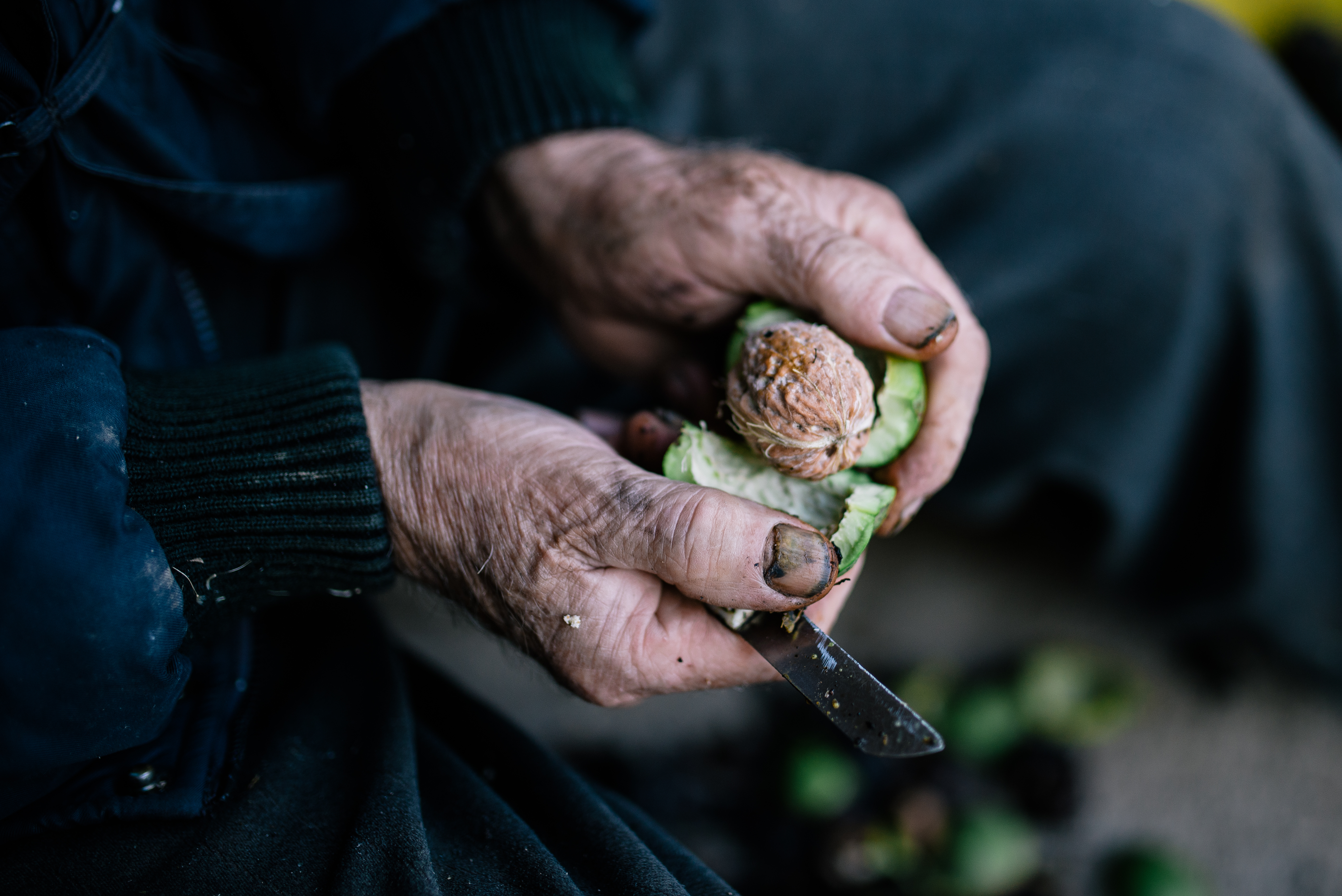
Hombre pelando una nuez

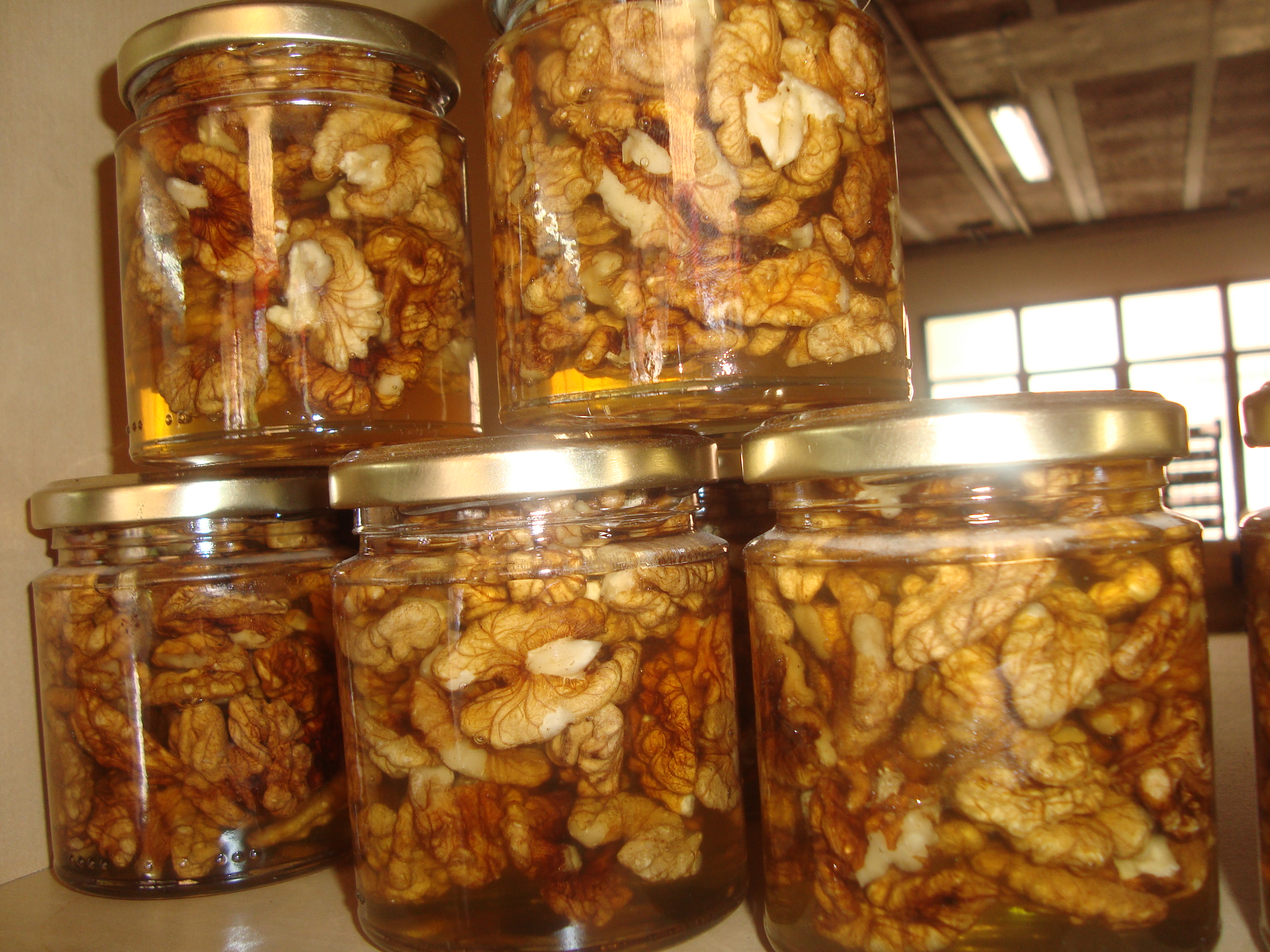
Gajos de nueces de nogal español mezclados con miel de abeja

Es cultivado extensivamente para la comercialización de sus frutos, las nueces, las cuales se consumen de diversas formas, desde frescas, cocinadas o en repostería. También se utilizan para extraer aceite.
Es un fruto seco de alto valor nutritivo: rico en proteínas, vitaminas del grupo B, vitamina C, oligoelementos, aceites vegetales, lecitina y ácidos grasos omega 3 (poliinsaturados).
Principales variedades comerciales
| -Cáscara blanda: - Mollar - Moyete - Barthere - Franquette - De los pájaros | -Cáscara dura: - Común - Parisienne - Pico de perdiz - Tardío - Precoz - Bijoux | -Otras variedades: - Payne - Meylannaise - Marmot - Fernor - Corne - Brantome - Ashley - Concord - Ehrhardt - Waterloo - Chandler |

### Forestal
Muchas plantaciones de Juglans regia son de doble aprovechamiento, por su fruto comestible oleaginoso y su madera de gran calidad, similar a la del nogal negro (Juglans nigra), apreciada en ebanistería.
La madera presenta albura de color amarillo ocráceo, muy diferente del duramen de color castaño violáceo. Tiene brillo natural destacado, de textura fina, grano crespo, veteado pronunciado y decorativo, y es inodora. Se la clasifica como medianamente pesada y semidura, con una densidad de 0,64 kg/dm³. El duramen es muy resistente al ataque de insectos xilófagos. La madera es tenaz, resistente al hendimiento, y se pule, lija y lustra con facilidad. Se usa en la elaboración de chapas finas, tornería, tallas, muebles de alta calidad, revestimientos de interiores, culatas de armas de fuego, instrumentos musicales, etc.

### Medicinales
Se le atribuye una infinidad de propiedades curativas, tanto en uso interno como externo, que, a falta de comprobación científica y/o medicinal seria, hacen dudar de su realidad: por ejemplo se consideraba antiguamente que comer nueces fomentaba la inteligencia por la similitud en la forma de su semilla con el cerebro humano.
Es probable que unas cuantas sean realidad: a saber, por ejemplo, los efectos benéficos de los ácidos grasos omega 3 ya no se ponen en duda.

## Taxonomía
Juglans regia fue descrita por Carlos Linneo y publicado en Species Plantarum, vol. 2, p. 997, 1753.
Etimología
- Juglans: prestado del latín Jūglans, abreviación de Jǒvis glans, "fruto de Júpiter". Empleado, entre otros, por Plinio el Viejo en su Historia Naturalis (15, 86; 16,74; 17, 89)[10]
- regia: del latín rēgǐa,  "de rey, real".[10]

Sinonimia
- Juglans duclouxiana Dode
- Juglans fallax Dode
- Juglans kamaonia (DC.) Dode
- Juglans orientis Dode
- Juglans regia var. sinensis DC.
- Juglans regia subsp. fallax Popov
- Juglans regia var. kamaonia DC.
- Juglans sinensis (DC.) Dode[11]

## Nombres comunes (árbol y fruto)
- Castellano y otras lenguas ibéricas, como el euskera: anoales, anogal, carriona, cascarol, cascarón, coca, cocón, conchais, conchal (3), concheiro, conchiro, concho (3), conjo, corcón, coscol, cuca (2), cucal (3), cuco, cuculina, cucón, cusial, cáscara, intxaur, la nogal, la nogal, la nogal blanca, la nogal negra, matamadres, noal, nocedo (4), noceo (2), noces, noga, nogal (64), nogal blanca, nogal común (2), nogal español, nogal europeo (2), nogal negra, nogal picado, nogal real (2), nogal rinconero, nogala (5), nogar (2), nogueira, nogueiro, noguera (30), noguera rinconera, noguero (6), nozal (5), nuecero, nueces (4), nueces (fruto), nueces machos, nueces mollares, nueces ocales, nueces rinconeras, nuez (12), nuez encarcelá, nuezal, nugal, nugueiro, nuguera, nuquera, nuzal, nuzeiro, pajarera, ñogal (2), ñozal (2), ñuez. Las cifras entre paréntesis indican la frecuencia de uso del vocablo en España.[12]